# Aryamehr Cup 1977
L'Aryamehr Cup 1977 è stato un torneo di tennis giocato sulla terra rossa. È stata la 7ª edizione dell'Aryamehr Cup, che fa parte del Colgate-Palmolive Grand Prix 1977. Si è giocato a Teheran in Iran, dal 3 al 9 ottobre 1977.

## Campioni

### Singolare
Guillermo Vilas ha battuto in finale  Eddie Dibbs con il punteggio di 6–2 6–4 1–6 6–1

### Doppio
Ion Țiriac /  Guillermo Vilas hanno battuto in finale  Bob Hewitt /  Frew McMillan con il punteggio di 1–6, 6–1, 6–4